# Hardy Rodenstock
Hardy Rodenstock (Pseudonym; bürgerlich: Meinhard Görke; * 7. Dezember 1941 in Marienwerder; † 19. Mai 2018 in Oberaudorf) war ein Künstlermanager und Musikverleger, der vor allem als Weinkenner und -händler bekannt geworden ist. In mehreren Prozessen musste Rodenstock sich gegen den Vorwurf der Verfälschung von Weinen verteidigen. Er war verheiratet mit der Schauspielerin Helga Lehner.

## Werdegang
Seit 1980 veranstaltete Rodenstock jährlich hochprofilierte Weinproben mit alten und seltenen Weinen aus seinen Sammlungen, zu denen Freunde und Prominente eingeladen wurden. Diese konnten über ein ganzes Wochenende gehen und wurden in Gourmetrestaurants, Hotels oder Resorts abgehalten mit großen Mengen Wein, spendiert von Rodenstock. Neben den meist deutschen Prominenten wurden später auch Weinkritiker wie Robert Parker, Michael Broadbent oder Jancis Robinson eingeladen.
Rodenstock hatte (angeblich) eine erstaunliche Gabe, die seltensten Weine der Welt aufzuspüren. Die berühmteste von ihm durchgeführte Weinprobe dauerte über eine Woche und fand 1998 im Hotel Königshof in München statt. Es wurden 125 Jahrgänge von Château d’Yquem verkostet, der älteste von 1784. Das Ereignis ist in Buchform dokumentiert. Neben den Verkostungen wurden seine Weine auf Auktionen verkauft, zum Beispiel bei Christie’s mit der Unterstützung von Michael Broadbent. Auf Grund der Seltenheit der Weine erreichten diese teilweise astronomische Preise.
Die berühmteste Partie Weine, die Rodenstock (angeblich) aufspürte (1985), war die angeblich von dem dritten amerikanischen Präsidenten Thomas Jefferson während seiner Zeit als amerikanischer Botschafter in Paris (1785 bis 1789) gekaufte. Die Flaschen waren (angeblich) eingemauert in einem Keller an einer nicht bekanntgegebenen Adresse in Paris gefunden und (angeblich) Rodenstock angeboten worden. Beweise für die Herkunft der Weine wurden von Rodenstock niemals vorgelegt. Die Partie, bestehend vor allem aus Weinen der besten Weingüter des Bordeaux, hatte eine Gravur mit den Initialen „Th.J.“. Eine Flasche Château Lafitte (alte Schreibweise) aus diesem Fund wurde im Dezember 1985 für 105.000 £ im Auktionshaus Christie’s versteigert.
In den 1990er Jahren tauchten erstmals öffentliche Zweifel an der Echtheit der von Rodenstock in Umlauf gebrachten Flaschen auf. Serena Sutcliffe, Master of Wine und Leiterin des Weindepartements von Sotheby’s, bezweifelte die Echtheit der Imperial (6 Liter Inhalt) Flaschen von Château Pétrus aus den Jahren 1921, 1924 und weiteren Jahrgängen, die von Rodenstock bei Verkostungen präsentiert worden waren. Rodenstock bestritt die Vorwürfe. Die Zweifel wurden durch Äußerungen des Besitzers von Pétrus, Christian Moueix, bestärkt, der in den Unterlagen des Gutes keine Nachweise über die Abfüllung dieser Flaschengröße finden konnte. Er ergänzte, dass Pétrus in dieser Zeit ein unbedeutendes und unbekanntes Gut war und solche Flaschen in der Regel nur von besonderen Gütern für besondere Kunden abgefüllt werden.
Zweifel an der Seriosität von Rodenstock waren schon 1991 in diesem Spiegel-Artikel laut geworden.
Im Jahre 1992 verklagte der deutsche Weinsammler Hans-Peter Frericks Rodenstock wegen einer Flasche des Jefferson Lafite. Frericks hatte über eine Radiokohlenstoffdatierung nachweisen lassen, dass der Wein wahrscheinlich nach dem Zweiten Weltkrieg hergestellt worden war. Rodenstock wurde in erster Instanz verurteilt, vor der Berufungsverhandlung kam es zu einem privaten Vergleich.
Ende 2006 wurde Rodenstock von dem US-Milliardär William „Bill“ Koch beschuldigt, alte Weine, insbesondere die so genannten Jefferson-Flaschen gefälscht zu haben. Am 19. Mai 2010 erging in der Sache ein Versäumnisurteil gegen Rodenstock.